# Holló László Emlékmúzeum

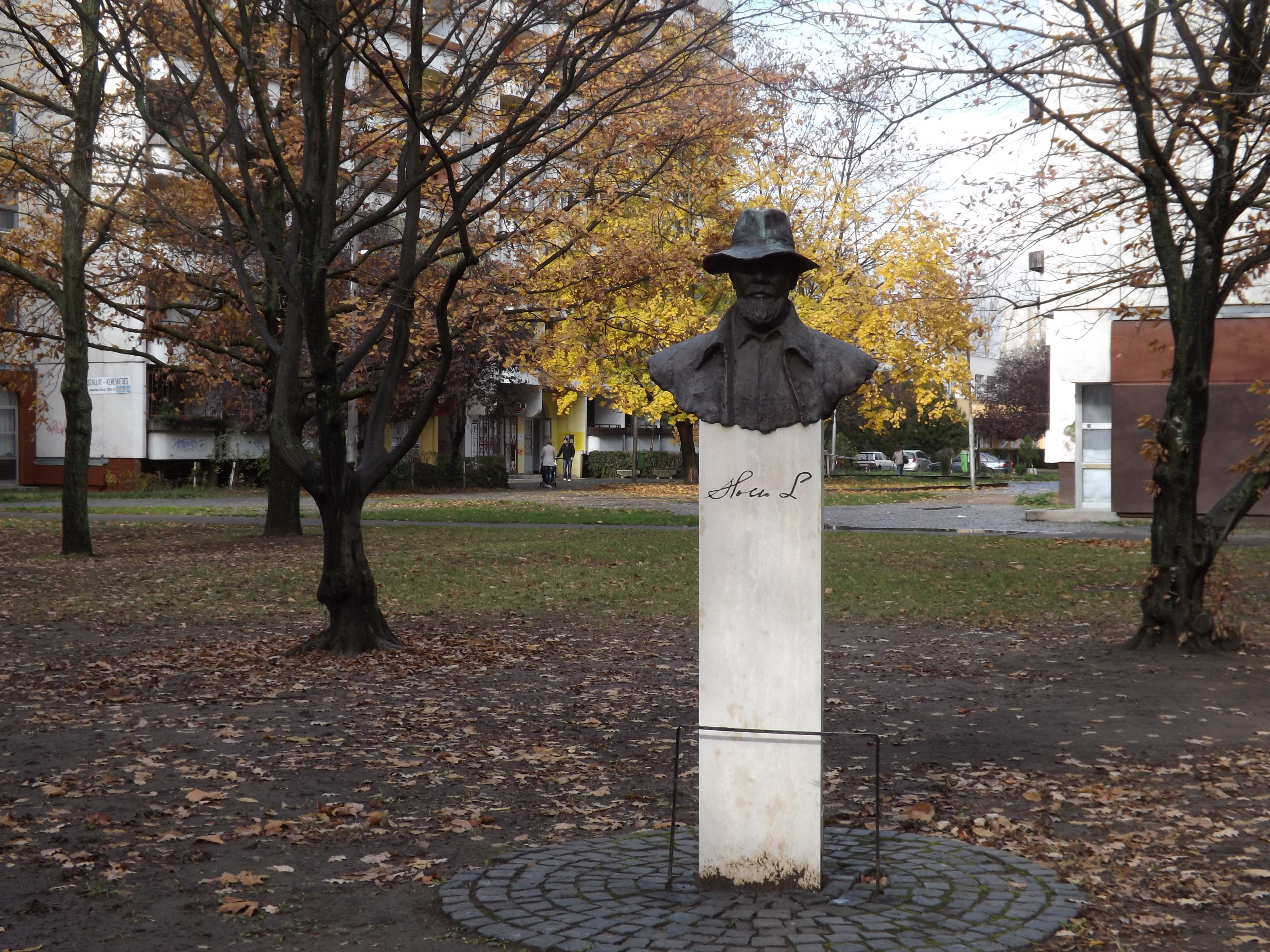
Holló László mellszobra Debrecenben

Holló László Emlékmúzeum (Debrecen, Holló László sétány 8.; alapítás: 1978)

## Épülete

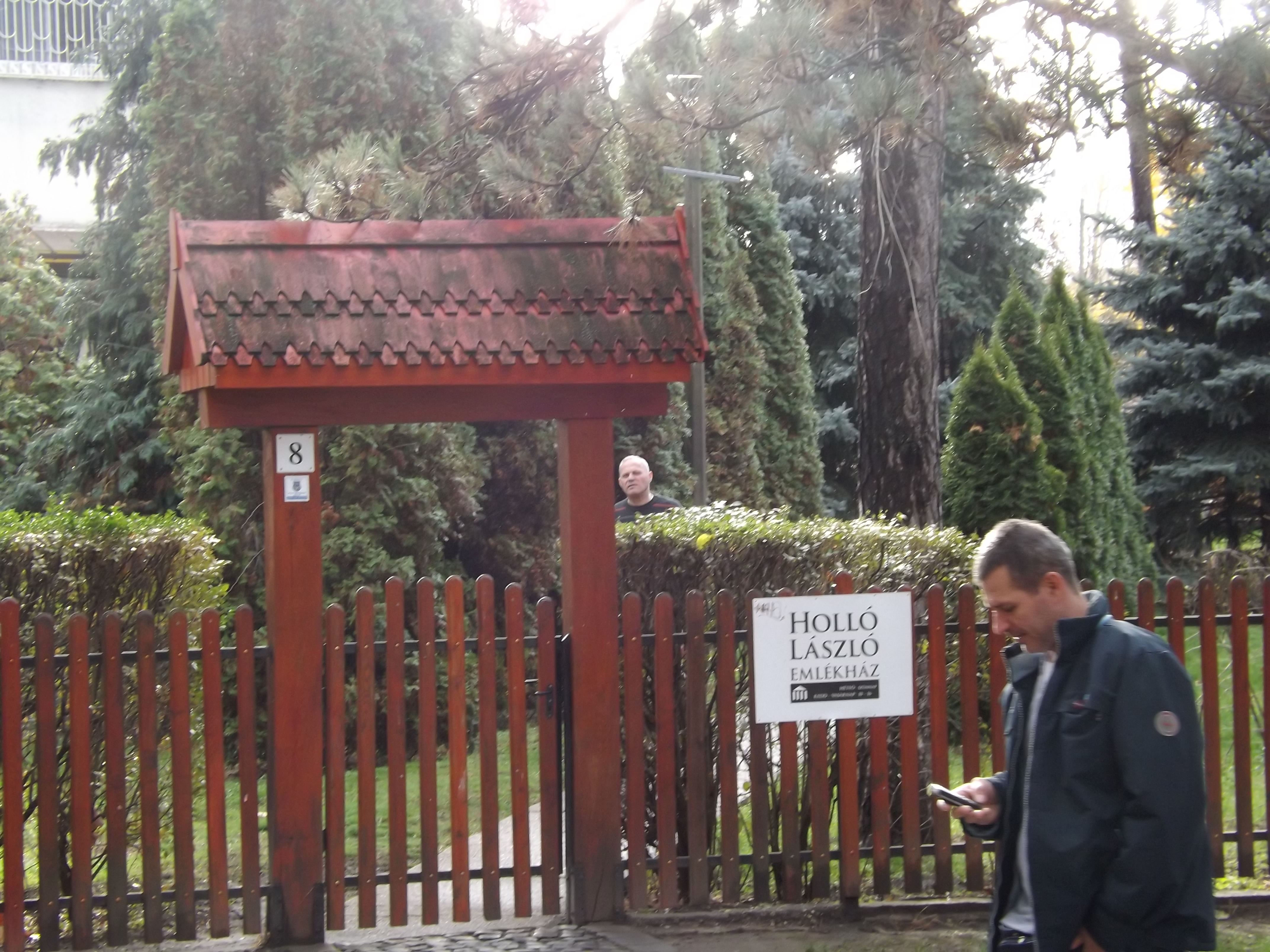
Holló László emlékmúzeum bejárata Debrecenben

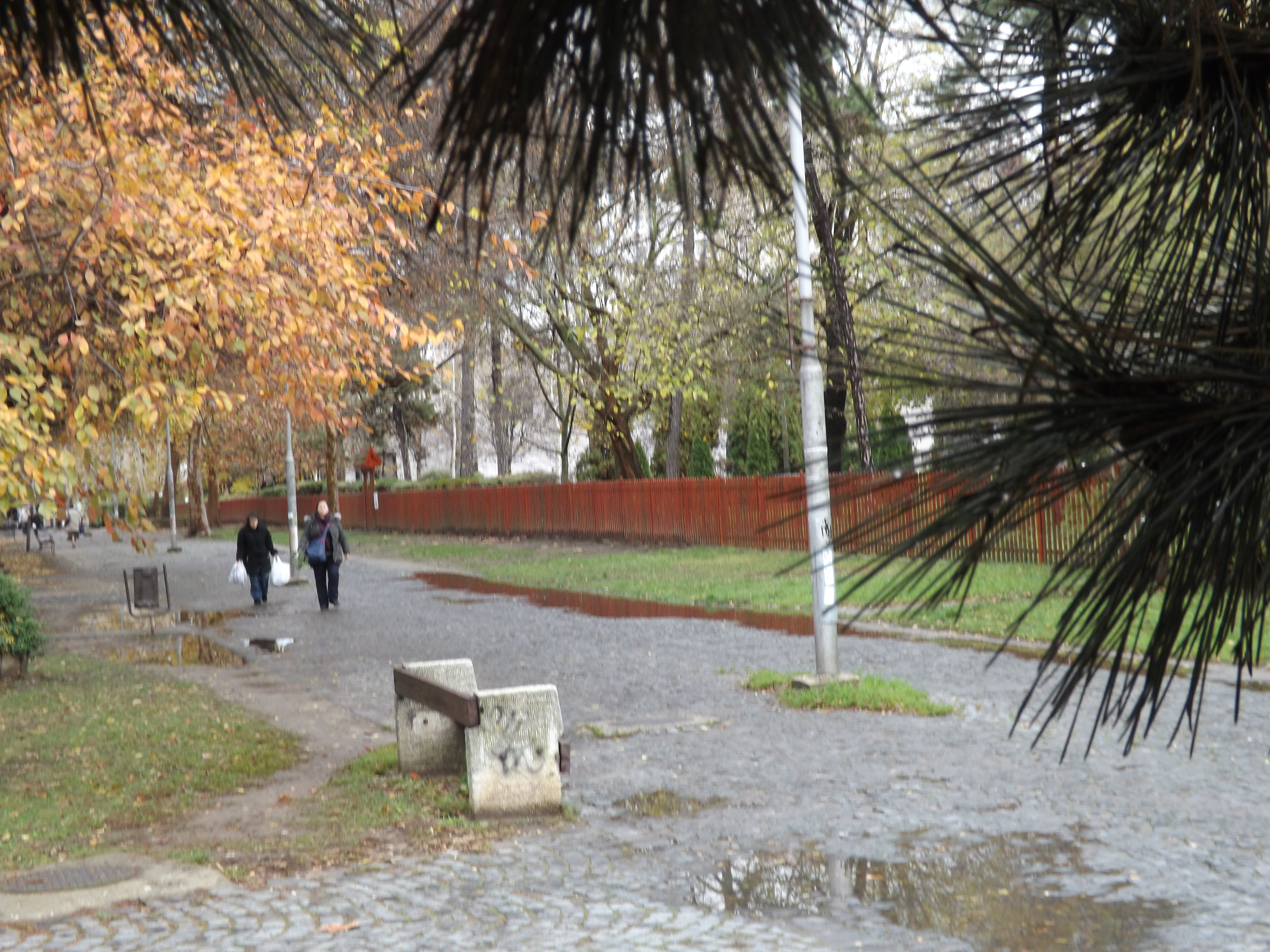
Holló László sétány, Debrecen Tócóskert

A kiskunfélegyházi születésű Kossuth-díjas Holló László festőművész egykori házában rendezték be a múzeumot 1978-ban.

## Szervezete
A Déri Múzeum filiáléja.

## Gyűjteménye
Holló László, az alföldi iskola festőinek körébe tartozó alkotó képeiből és életének dokumentumaiból rendeztek állandó kiállítást. A szintén Debrecenhez, s a Holló családhoz kötődő, Hrabéczy Ernő festőművész szürrealisztikus alkotásait is itt állították ki.

## Külső hivatkozások
- Holló László Emlékmúzeum, Debrecen[halott link]
- Holló László Emlékmúzeum a museum.hu honlapon